# Neokínai építészet
A neokínai építészet a 19. század második felében, illetve a 20. század első felében létező építészeti stílusirányzat volt, tulajdonképpen a historizmus egyik ága. Hasonló, de jóval tágabb értelmű forgalom a Chinoiserie (francia kifejezés, jelentése: Kína-stílus), amely a „kínaiság” megjelenését más művészeti ágakra is (belsőépítészet, kertművészet, iparművészet, szépirodalom, színművészet, zene) alkalmazza.

## Fogalmi meghatározások
A kínai építészet két fő részre szokás bontani, melynek határául a Kínai Császárság 1911-es bukását jelölik ki. 1911 előtt a kínai hagyományokból táplálkozó „régi kínai építészet”-ről lehet beszélni, 1911 után az európai-modern formavilág elterjedésére (ezen belül a két világháború közötti art déco és korai modern, az 1950-es évekbeli sztálinista-szocreál minták, majd az 1960-as évektől a későmodern, az 1980-as évektől a posztmodern építészet kisebb korszakaira.)
A neokínai építészet a „régi kínai építészet” egyes elemeinek másolását jelenti a Kínán kívüli világban az 1700-as évektől. Kínában ennek megfelelő volt a két világháború közötti időszak (1920/1930-as évek) „kínai építészeti reneszánsz”, néhol „palota-stílus” (angolul: palace style) amely párhuzamosan létezett a korai modern stílussal.
A neokínai építészet nem egyenlő a kulturális forradalomat követő, Tajvan szigetén kibontakozó „kínai kulturális reneszánsz”-szal (angolul: Chinese Cultural Renaissance) 1960-as években.
A régi Chinoiserie-hez hasonló fogalomként használják a neokínai építészetet, stílust (angolul: Neo-Chinese style) kortárs, 21. századi kínai elemek újraéledésére különböző művészeti ágak kapcsán.

## Előzményei
A nagy földrajzi felfedezések követően, az 1600/1700-as években kezdett komolyabb figyelem irányulni a távoli országok kultúráira. Ennek keretében a kínai építészet formáit is tanulmányozták, és már az 1700-as években emeltek Európában kínai stílusú épületeket:
- Kínai pavilon – Drottningholm, Svédország (1753–1769)[10]
- Kínai ház – Potsdam, Németország (Johann Gottfried Büring, 1755–1757)[11]
- Nagy Pagoda – London, Egyesült Királyság (William Chambers, 1761–1762)[12]
- Tsarskoje Selo területén: Kínai falu és Csikorgó Pagoda – Szentpétervár, Oroszország  (1770‑es évek)[13]
- Kínai torony – München, Németország (1790)[14]

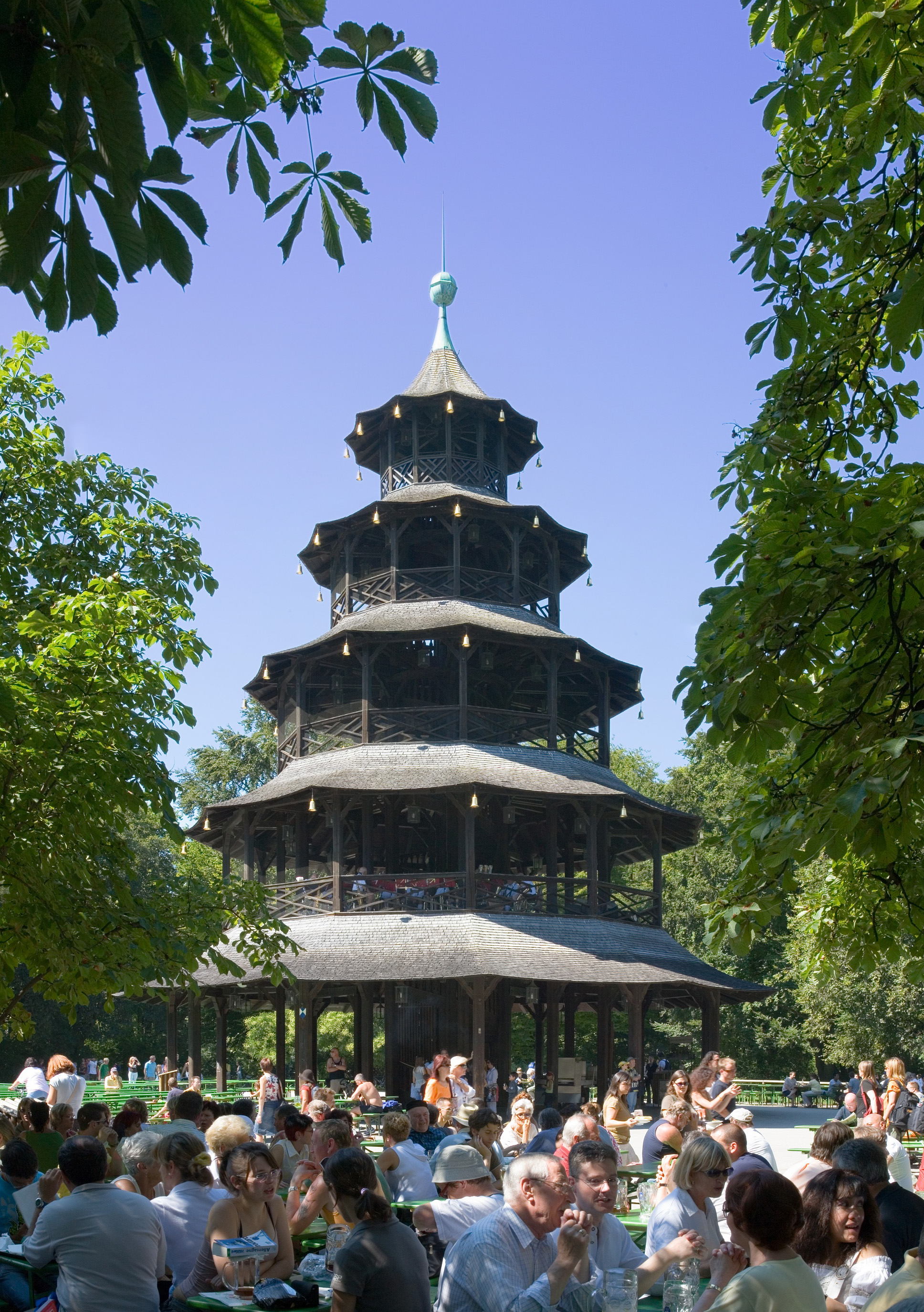
Kínai torony, München
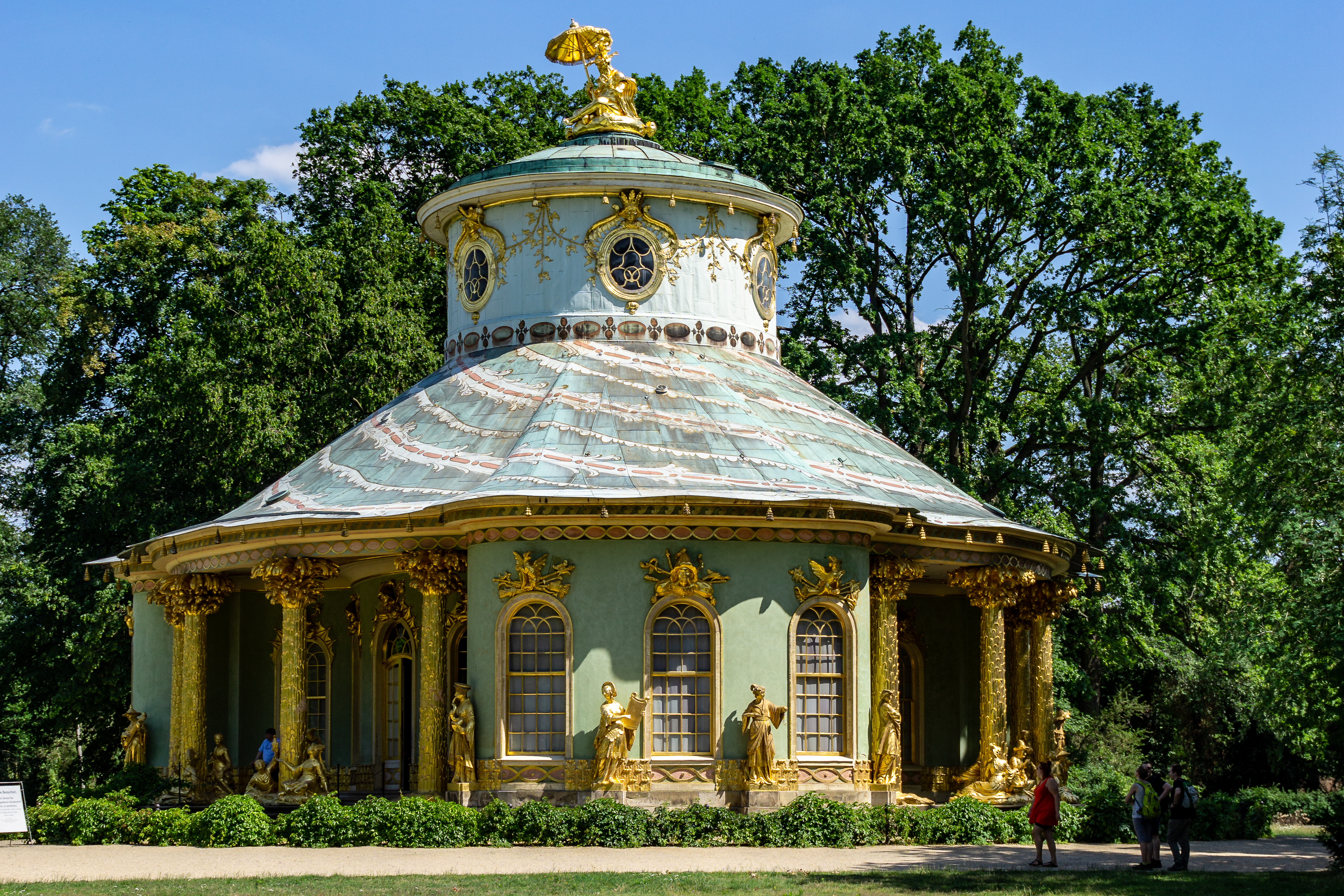
Kínai ház, Potsdam
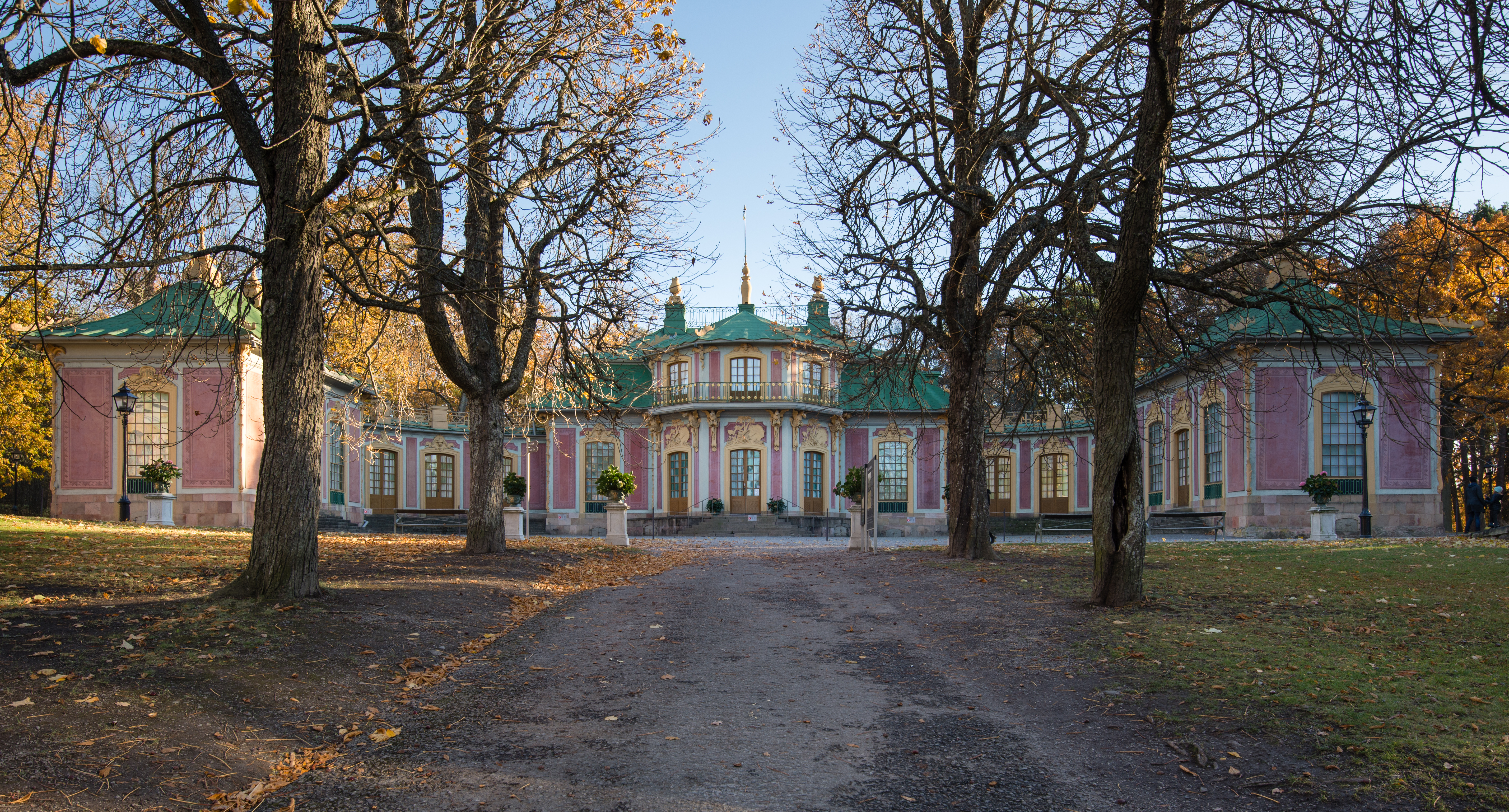
Kínai pavilon, Drottningholm
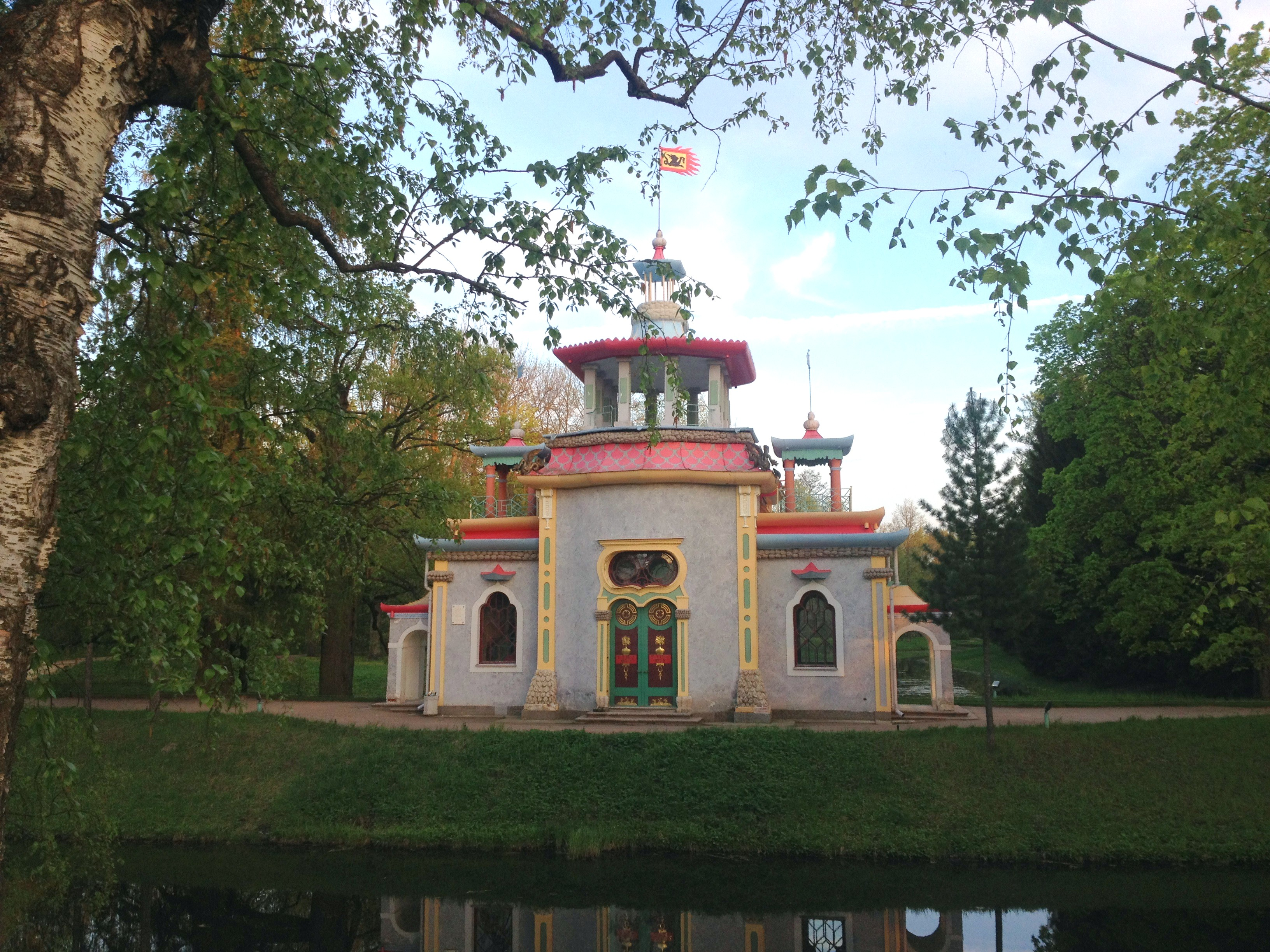
Csikorgó Pagoda, Szentpétervár
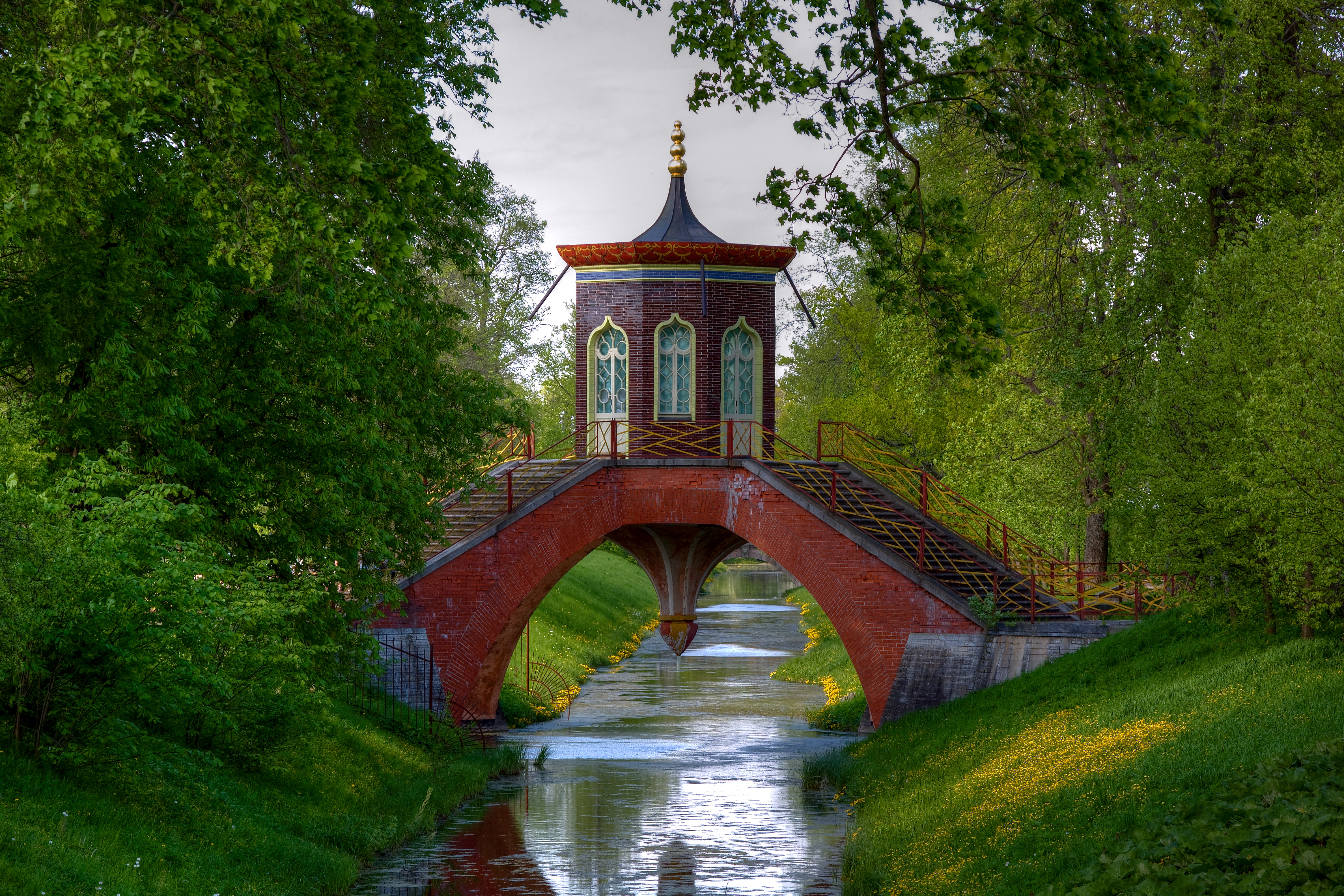
A kínai falu hídja, Szentpétervár
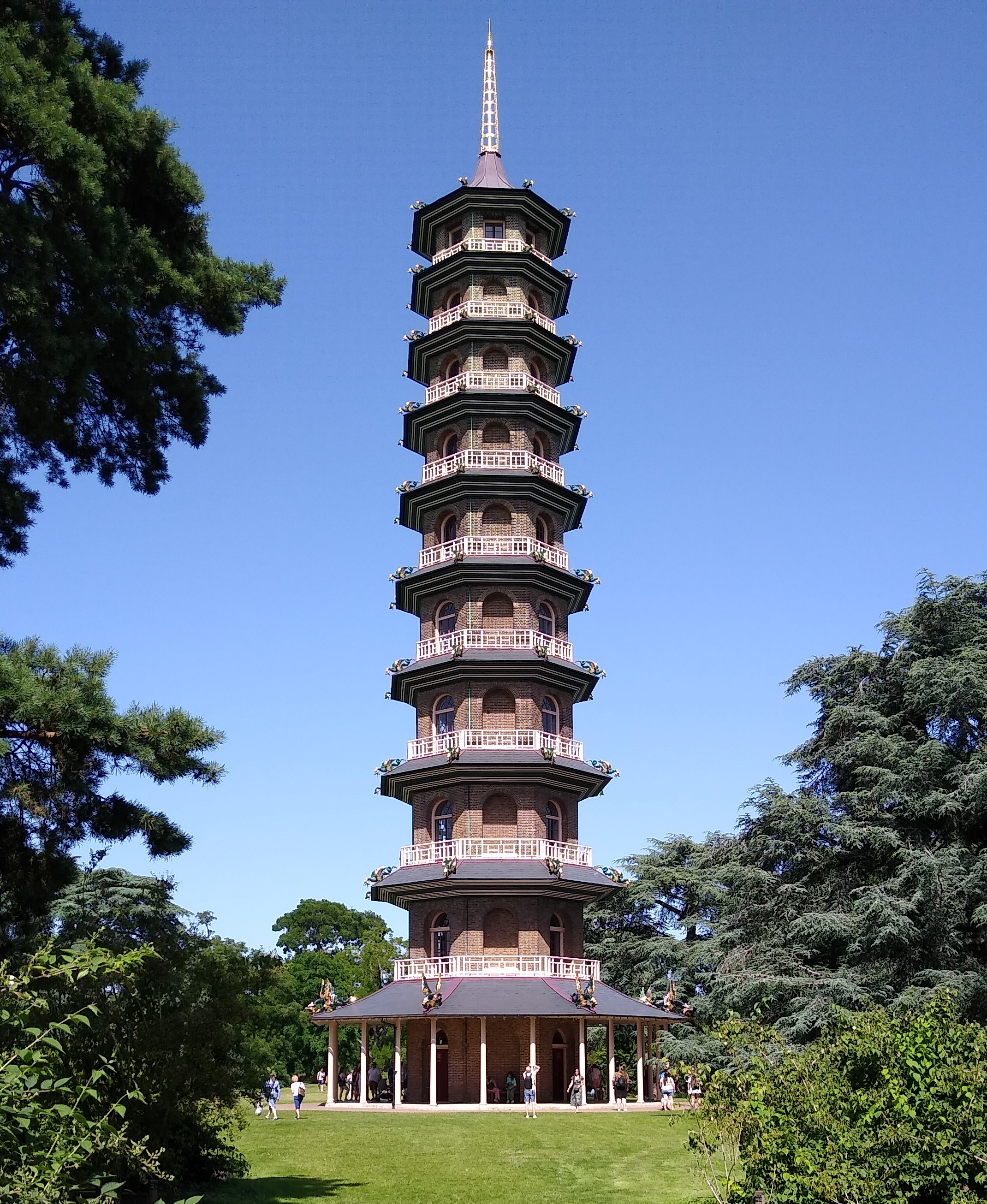
Nagy Pagoda, London

A régi építészeti stílusok másolásának nagy korszaka a 19. század második fele volt. Ekkor virágzott a historizmus, amelynek számos ága élt időben / térben egymás mellett, gyakran egy-egy építész is többféle stílusban tervezett épületeket, vagy keverte azok használatát egy-egy épületén. Míg egyes neostílusok a régi európai építészetből nyertek inspirációt (pl. neoromán, neogót, neoreneszánsz, neobarokk, neobizánci stb.), mások a régi Európán kívüli (főleg keleti) építészet elemeit használták fel (pl. neomór, neomogul-indiai, neoegyiptomi stb.).
Bár egyes források szerint az 1800-as években más országok (pl. Egyiptom, Görögország, Törökország) kulturális kincseinek felfedezése miatt csökkent a kínai kultúra iránti érdeklődés, a 20. század elejéig elszórtan emeltek kínai stílusú épületeket a nyugati világban. Ilyen, egzotikusságot sugalló épületek az 1878-as és az 1900-as párizsi világkiállításokra, de voltak neokínai épületek szórakoztató parkokban és állatkertekben is (pl. a párizsi Jardin d'Acclimatation kínai pavilonja).
Egyéb példák:
- Kínai pavilon – Laeken, Brüsszel (Alexandre Marcel, 1901–1905)[16][17]
- Kínai kioszk – Laeken, Brüsszel
- Első kínai baptista templom – San Francisco, USA (1908)[18]
- Párizsi pagoda – Párizs, Franciaország (Ching Tsai Loo, 1926)[19]
- Compiègne és Fontainebleau kastély kínai szalonjai – belső terekben erőteljes chinoiserie elemekkel (XIX. század közepe)
- a Groussay-i kastély pagodája – Groussay, Franciaország (1825 körül)
- Trey Yuen étterem – Hammond, USA (1904 körül)[20]
- Kínai teaház – Newport, USA (Marble-ház mellett, 1890-es évek)[21]
- Kínai színház – Chicago, USA (kiállítási épület, 1893)[22]

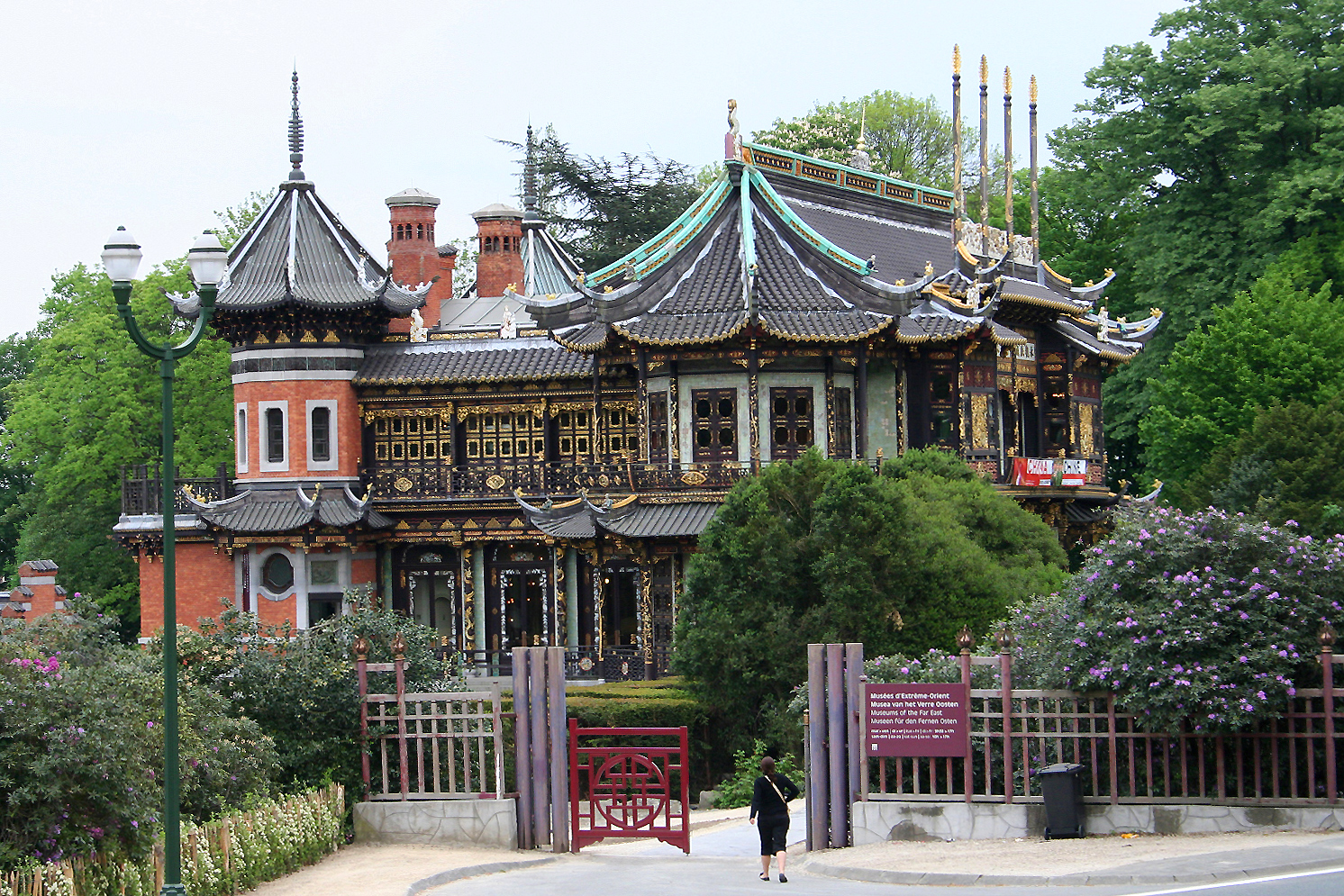
Kínai pavilon, Laeken
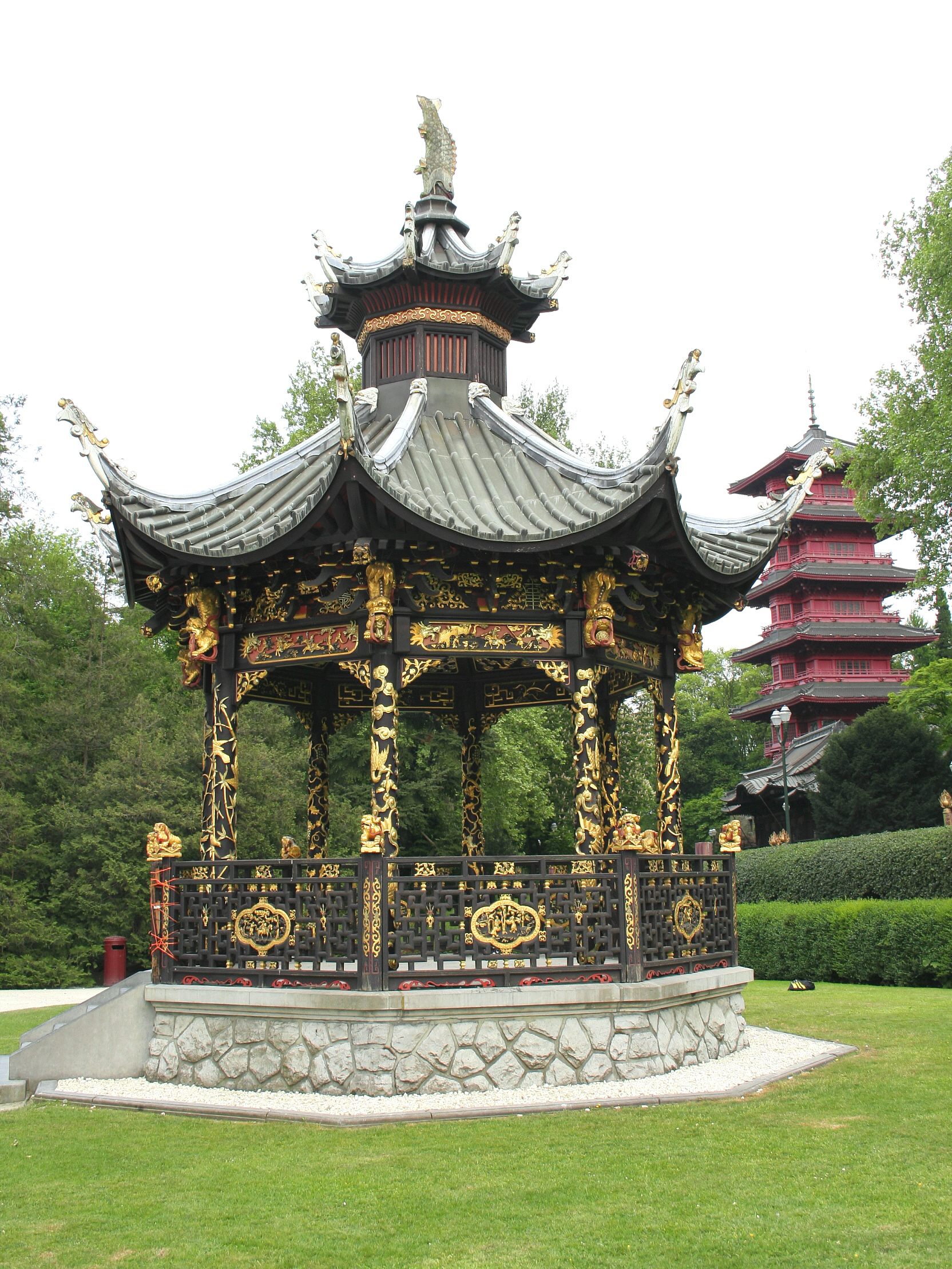
Kínai kioszk, Laeken
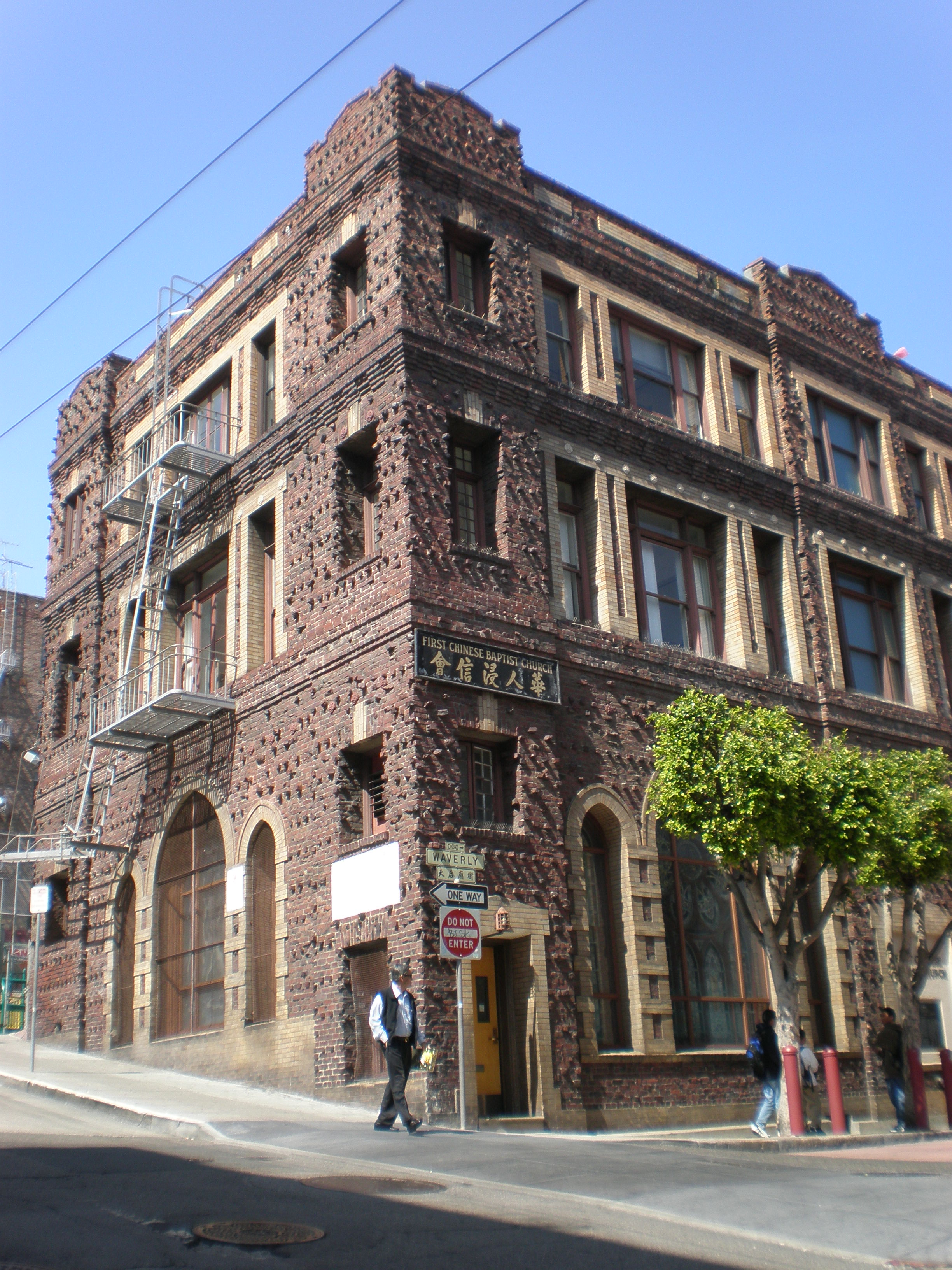
Első kínai baptista templom, San Francisco
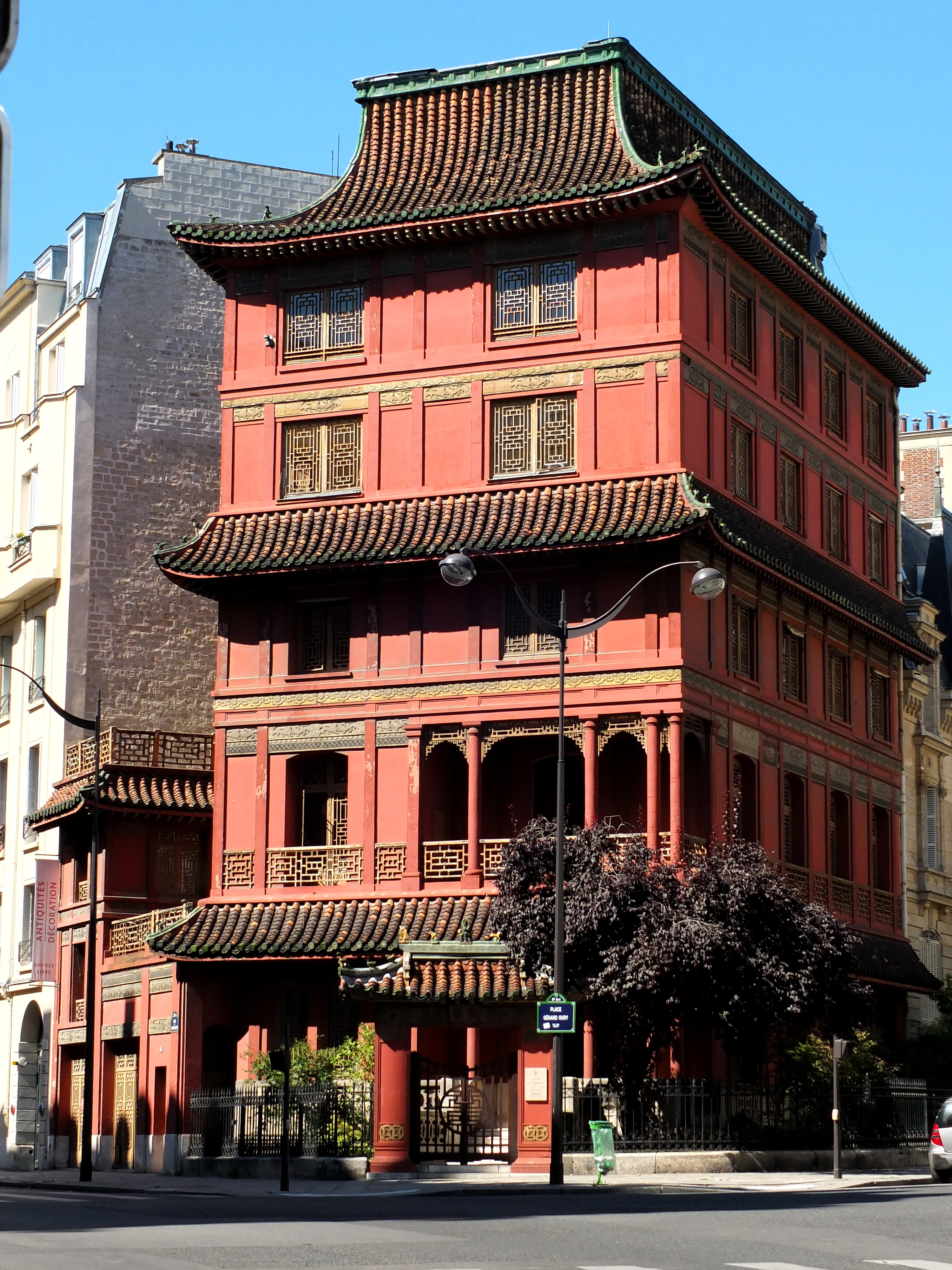
Párizsi pagoda
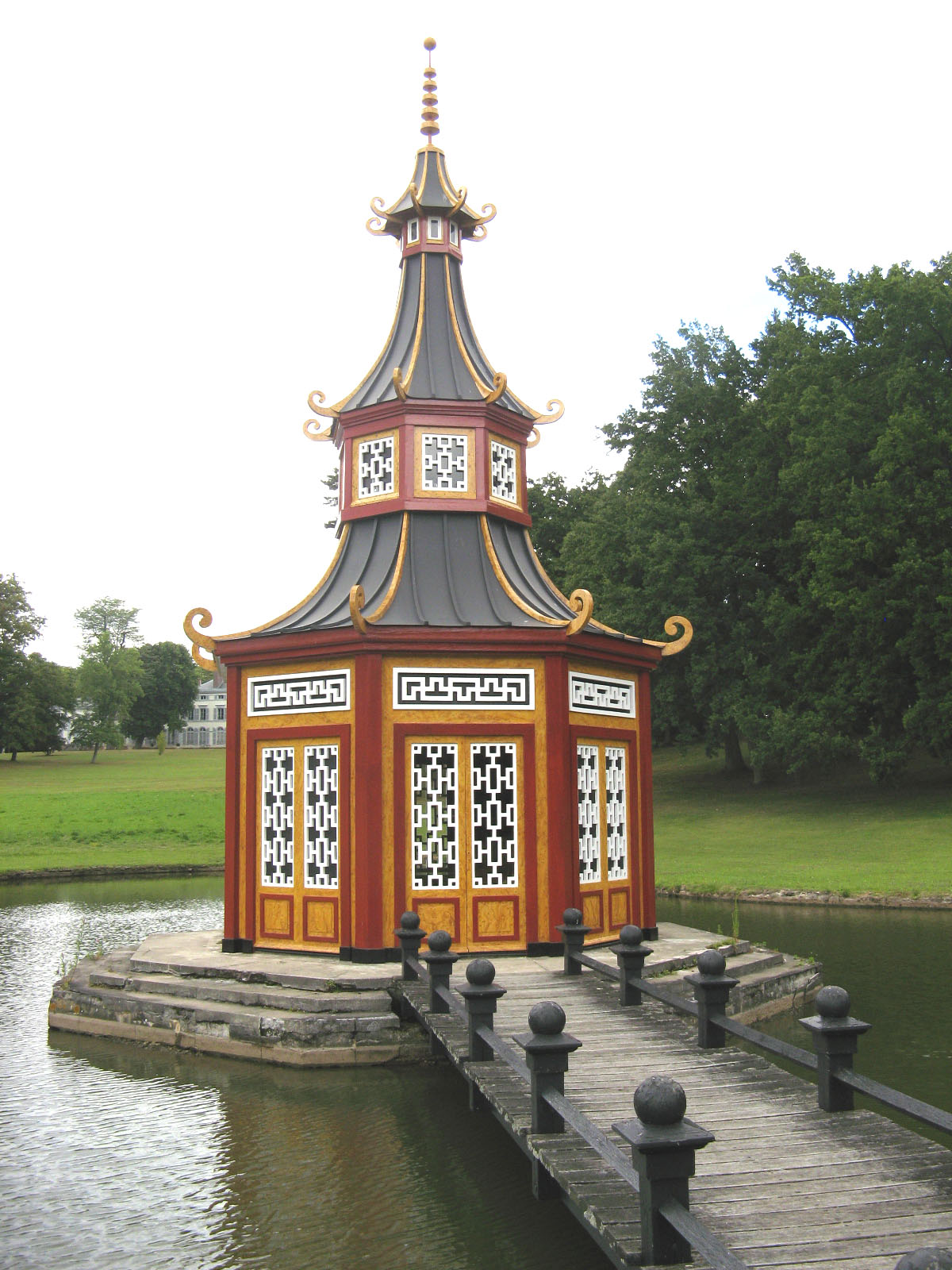
a Groussay-i kastély pagodája
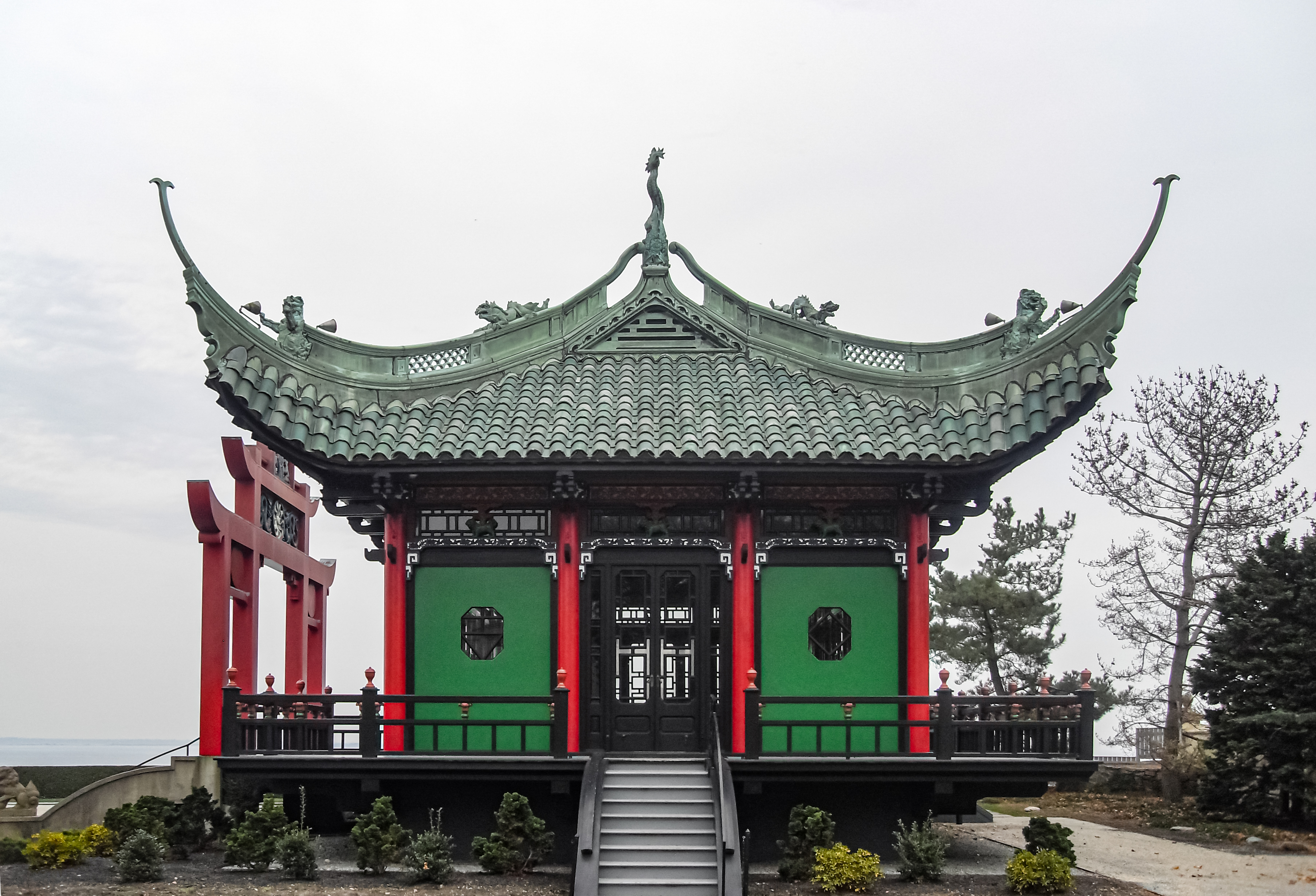
Kínai teaház, Newport
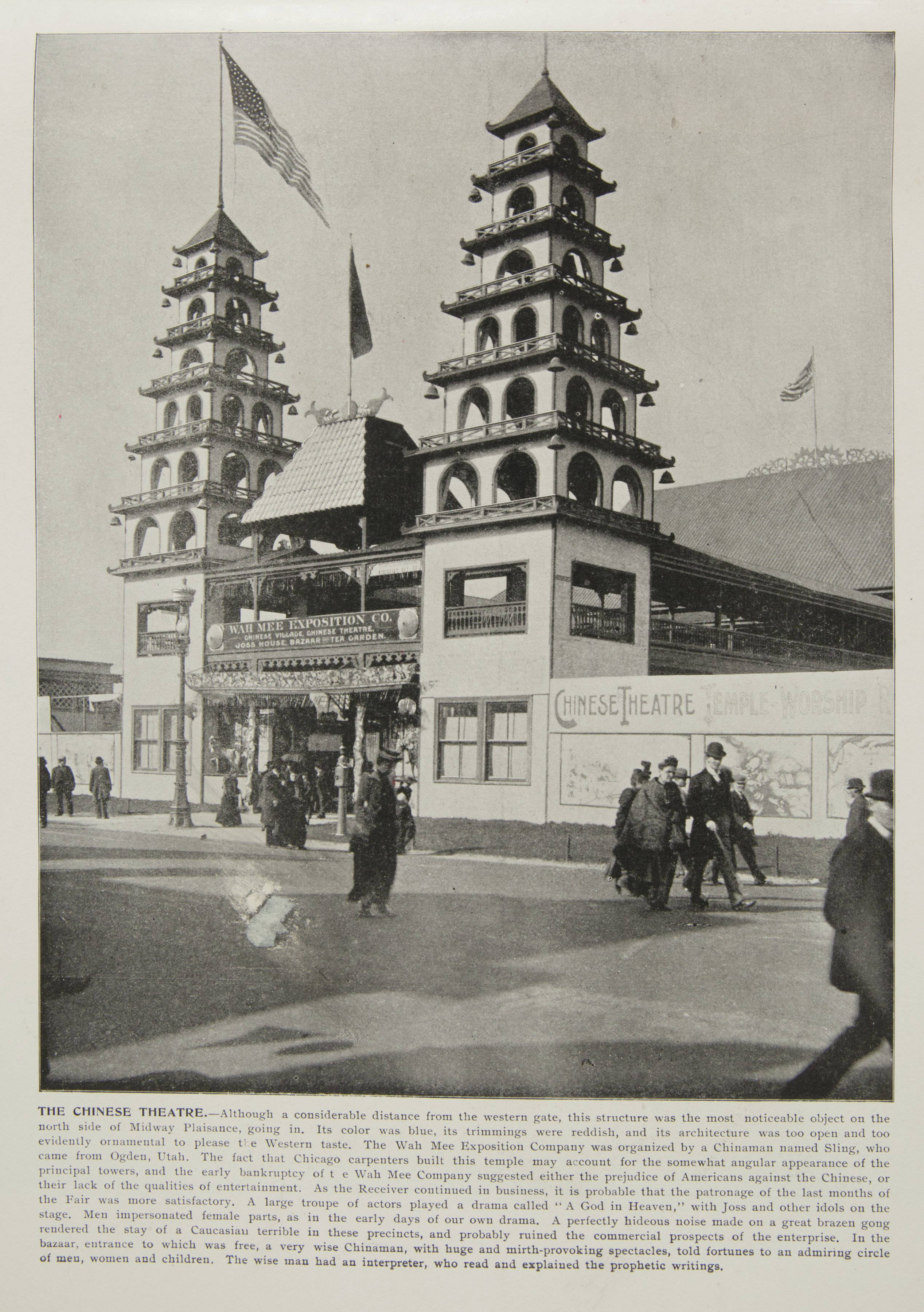
Kínai színház, Chicago
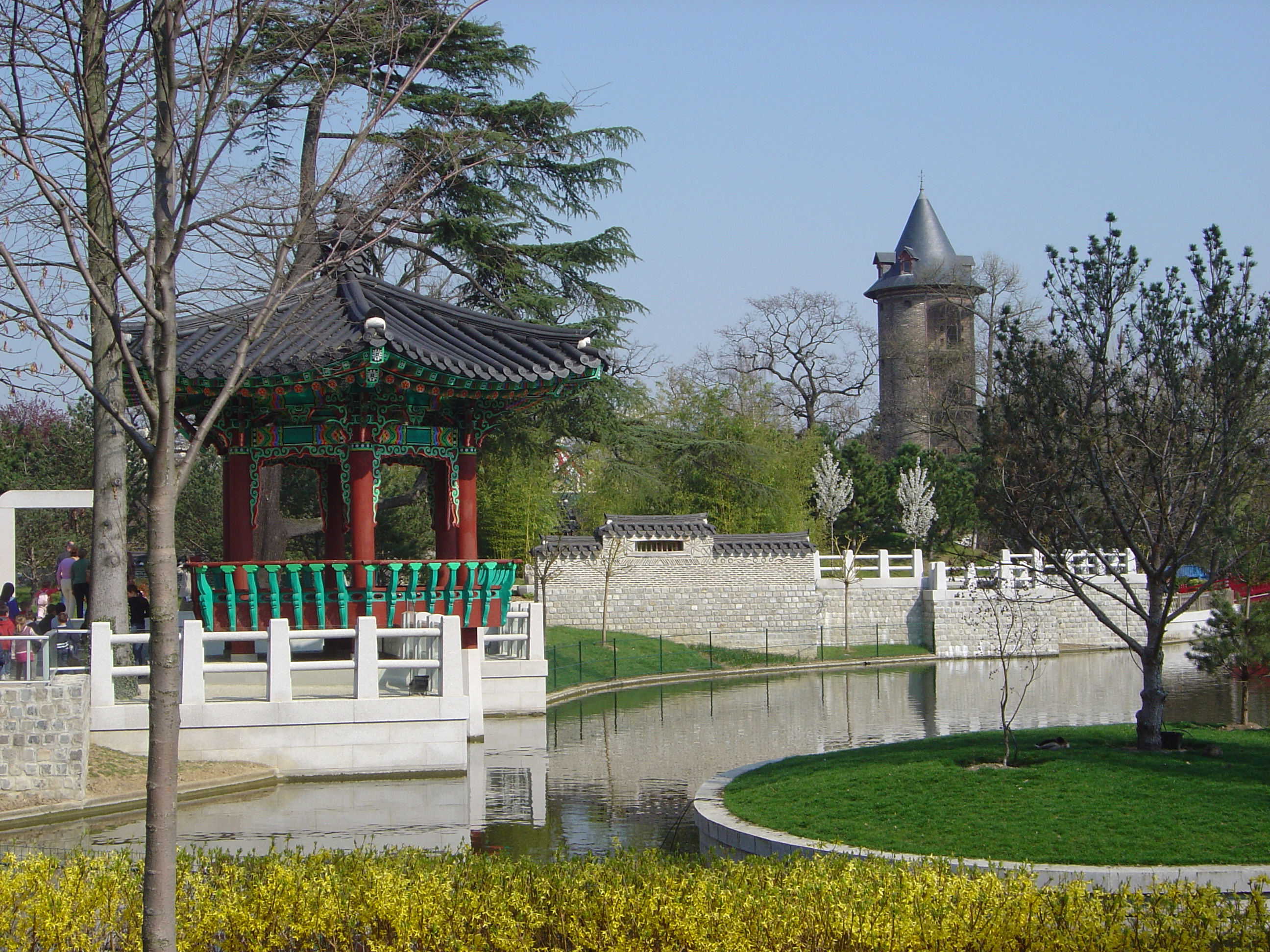
kínai pavilon, Jardin d'Acclimatation, Párizs

## Utóélet
A régi kínai építészet hatása elszórtan később is felbukkant az európai építészetben, de már inkább a fentebb jelzett „Neo-Chinese style” része. Európai szemmel nézve a neoeklektikus építészet egyik új ágának tekinthető.
Neokínai hatást mutató épületek a 20. század második feléből:
- Golden Gate Park: Kínai pavilon  –  San Francisco, USA (1981)[23]
- Garden of Flowing Fragrance – Kalifornia, USA (Liu Fang Yuan, 1990-es évektől)[24]
- Kínai pavilon, Tacoma Chinese Reconciliation Park – Tacoma, USA[25]

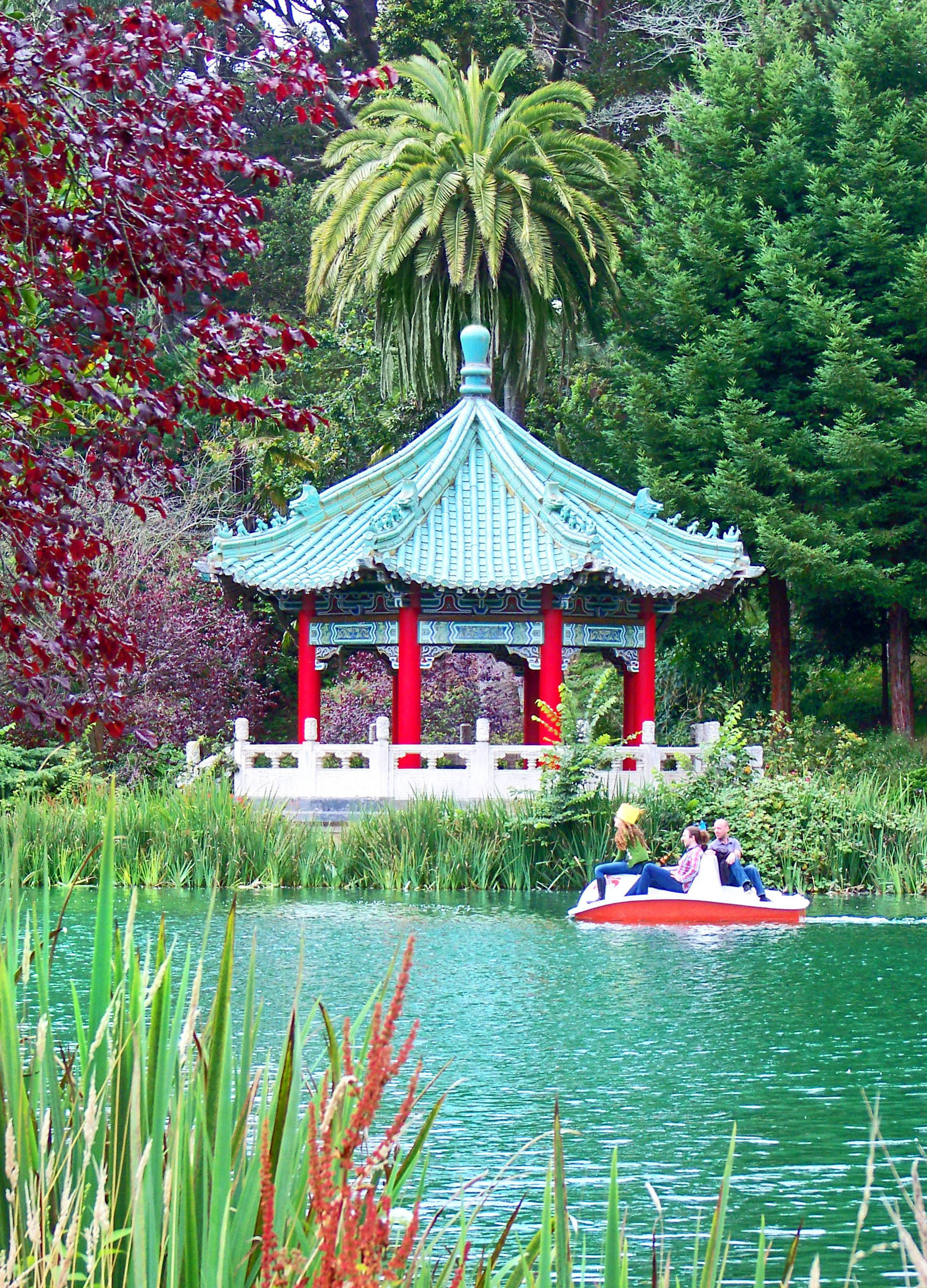
Kínai pavilon, San Francisco
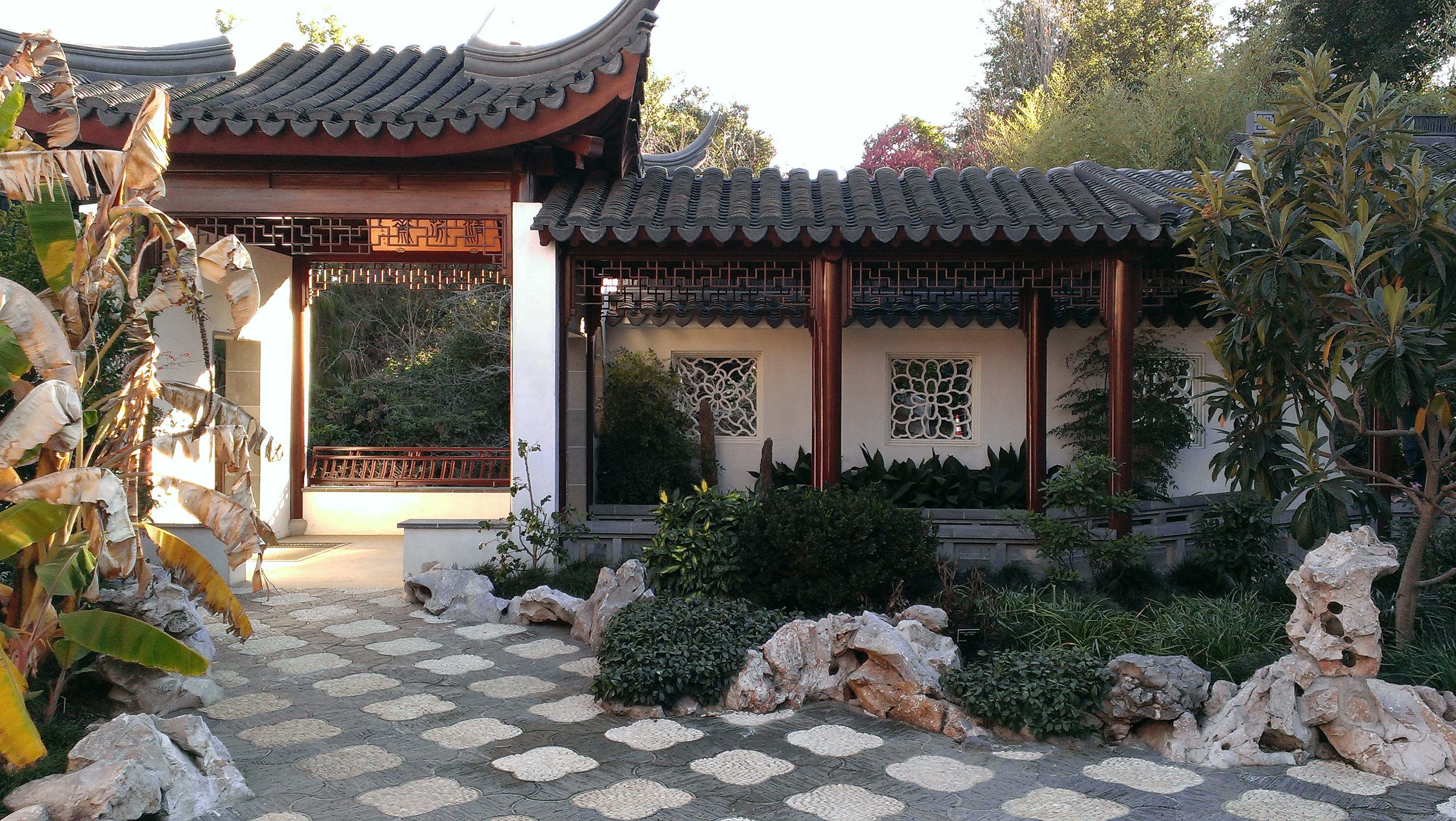
Garden of Flowing Fragrance épülete
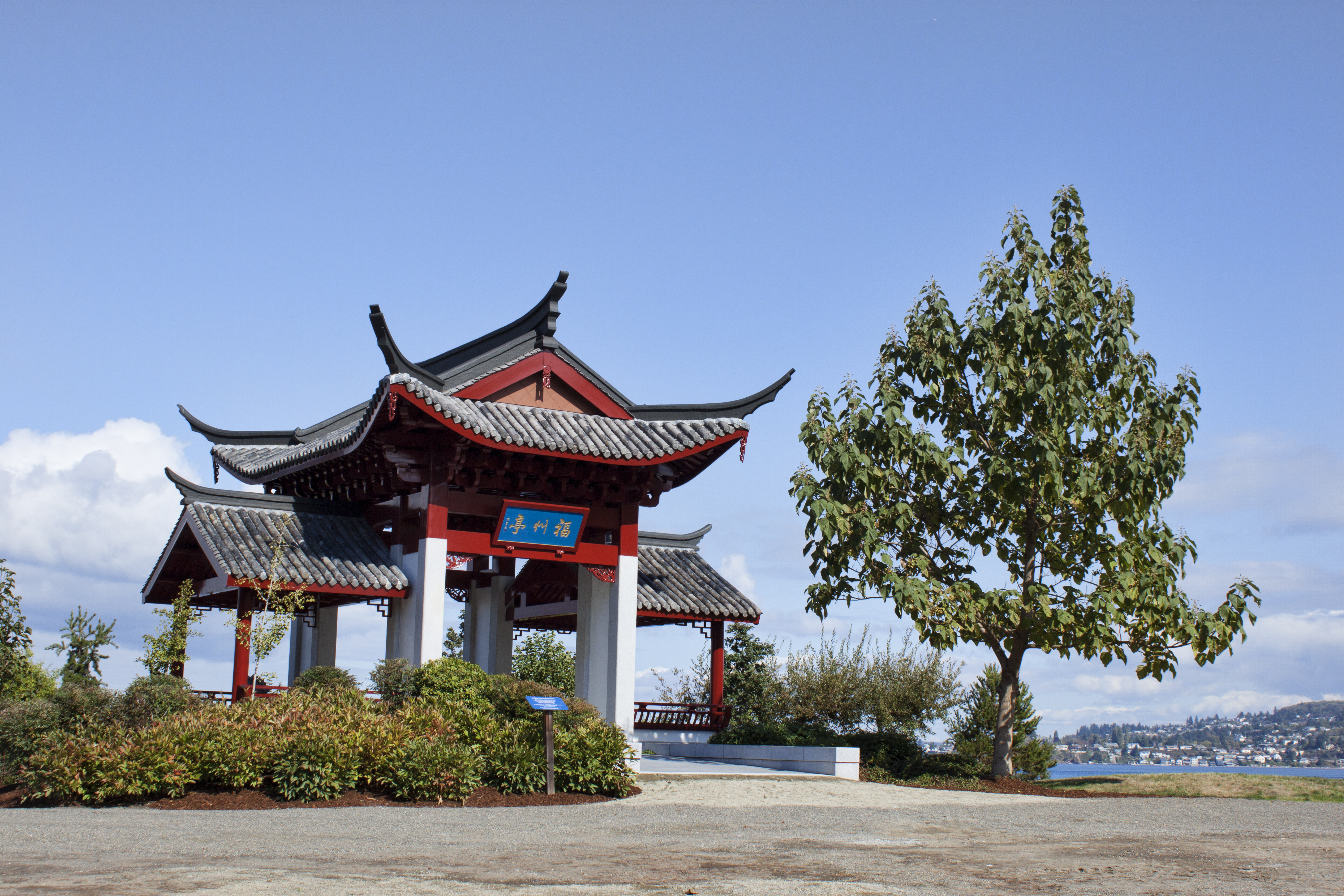
Kínai pavilon, Tacoma Chinese Reconciliation Park

Magyarországon a stílus nem terjedt el. Az utóbbi időben egyes kínai éttermek külső és belső kialakításánál figyelhető meg a használata (pl. Budapest, Dózsa György út 56., Margit körút 44.).